# Romașkî, Rokîtne
Romașkî (în ucraineană Ромашки) este localitatea de reședință a comunei Romașkî din raionul Rokîtne, regiunea Kiev, Ucraina.

## Demografie
Componența lingvistică a localității Romașkî
     Ucraineană (97,11%)
     Rusă (2,77%)
     Alte limbi (0,12%)
Conform recensământului din 2001, majoritatea populației localității Romașkî era vorbitoare de ucraineană (97,11%), existând în minoritate și vorbitori de rusă (2,77%).